# Iglesia de la Santa Cruz (Anzoátegui)
La Iglesia de la Santa Cruz es el principal templo religioso de la ciudad de Puerto La Cruz y es uno de los más importantes de la Zona Norte del estado Anzoátegui. Su advocación va dirigida hacia la Santísima Cruz, patrona de la ciudad y símbolo de la misma. Originalmente se ubicaba en el poblado de Pozuelos y su advocación iba dirigida a ella y a la Virgen del Amparo de Pozuelos hasta que en 1868 un incendio destruyó el poblado, el pueblo con ayuda del gobierno de José Ruperto Monagas se reconstruyó y en 1873 fue declarado parroquia, pero rebautizado con el nombre Puerto de la Santa Cruz, la ciudad se separó en dos, Pozuelos y Puerto La Cruz, por lo cual en 1897 en lo alto del cerro las Monjas se empezó a construir la iglesia que data del año 1900, para 1950 debido a la transformación de la ciudad gracias al boom petrolero, la iglesia fue reconstruida en su totalidad. 
En la parte superior del [presbiterio] en el altar mayor se ubica una cruz de tamaño mediano, el cual contiene un relicario que posee una pequeña astilla de la [vera cruz]. 
Actualmente es considerada un símbolo y patrimonio del municipio y desde ella se puede apreciar una vista panorámica de la ciudad.